# Музыка Австрии
Вена, столица Австрии, с давних времён являлась центром музыкальных инноваций. В XVIII и XIX веках, благодаря покровительству Габсбургов, город стал столицей европейской классической музыки. Вена связана с именами таких выдающихся композиторов, как Вольфганг Амадей Моцарт, Людвиг ван Бетховен и Иоганн Штраус-младший. 
В эпоху барокко австрийская музыка испытала сильное влияние славянских и венгерских народных традиций. Уже в начале XVI века статус Вены как культурного центра способствовал её развитию, а особое внимание уделялось инструментальной музыке.

## Музыка в Австрии до XVIII века
Первым известным композитором, работавшим на территории современной Австрии, был так называемый Зальцбургский монах (расцвет деятельности — 2-я половина XIV века), автор более 100 паралитургических и светских песен. Новаторство Зальцбургского монаха заключается в том, что все его песни (включая католические гимны и секвенции) были написаны не на латыни, а на ранненововерхненемецком языке.

## Классическая музыка
Во время XVIII века, эпохи классической музыки, доминировала европейская классическая музыка, и Вена была особенно важным местом для музыкальных инноваций. 

### Венский филармонический оркестр

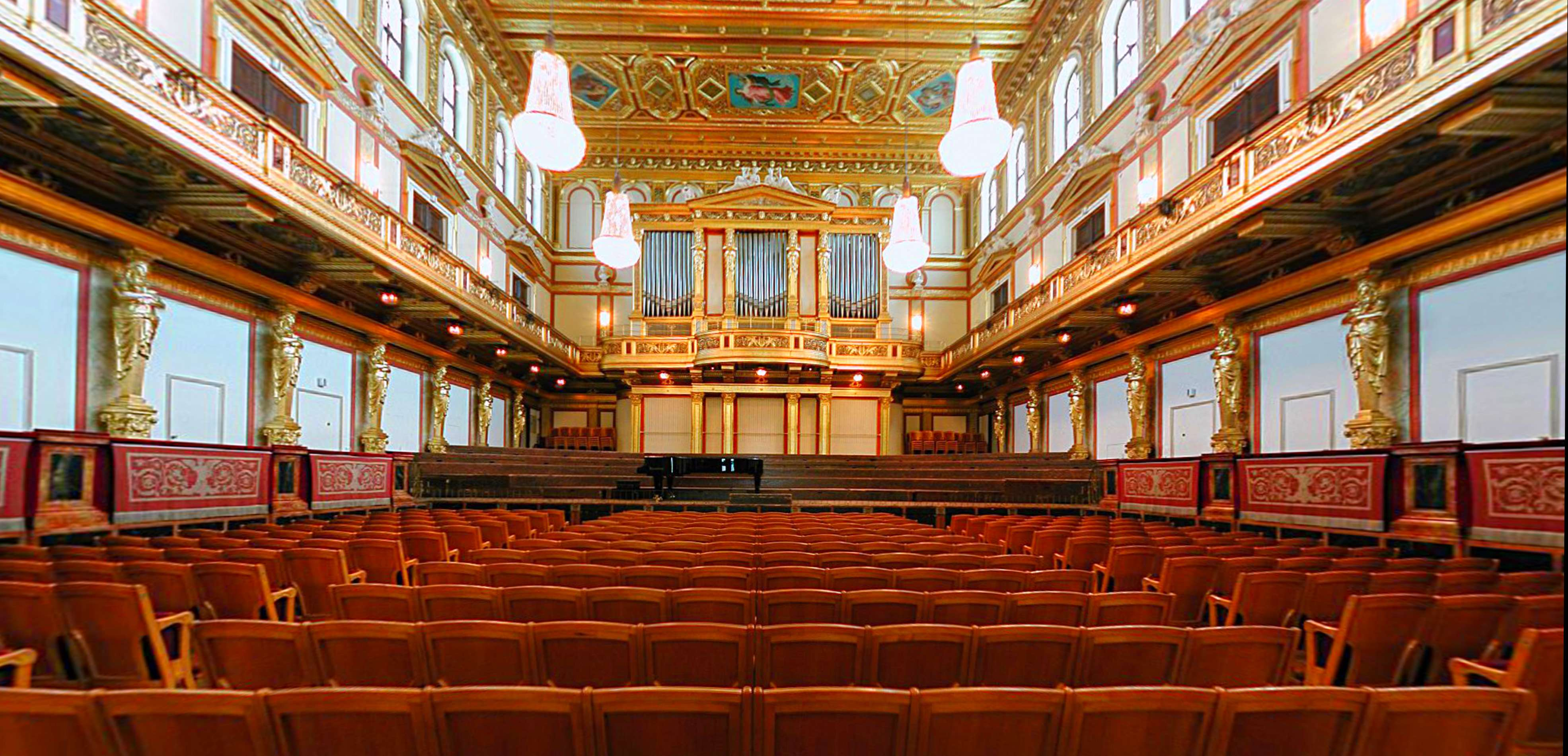
Золотой зал

Венский филармонический оркестр ведет свою историю с 1842 года, когда Отто Николаи создал Филармоническую Академию. Многие музыканты Венского филармонического оркестра одновременно работают в оркестре Венской государственной оперы. Оркестр принимал свои решения путём демократического голосования всех музыкантов, и эти принципы используются до сих пор.
Основная площадка для выступлений — венский концертный зал Музикферайн, который считается одним из лучших в мире. Зал был открыт 6 января 1870 года. С 1939 года новогодний концерт Венского филармонического оркестра, который проходит здесь, транслируется по радио и телевидению на весь мир.

### Венская государственная опера

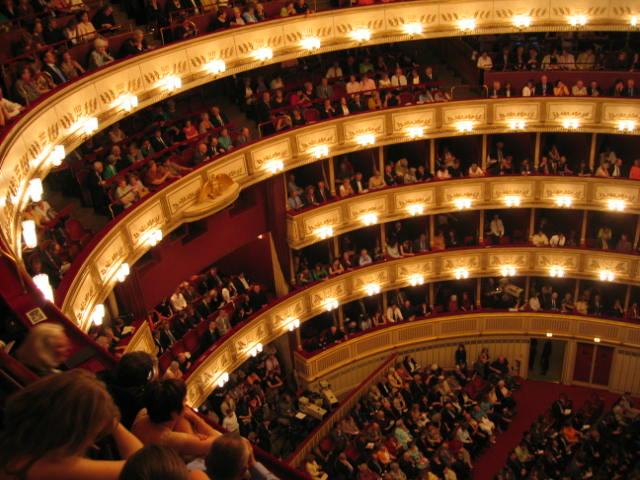
Венская государственная опера

Венская государственная опера является одной из наиболее важных оперных компаний в мире. В ней занято более 1000 человек, а в 2008 году годовой операционный бюджет оперы составил 100 млн евро с чуть более чем на 50 % в ближайшей форме государственных субсидий.[прояснить]
Это также место проведения Венского бала, события, которое происходит в четверг, предшествующий Пепельной среде. Оперный бал впервые был проведен в 1936 году и собирал до 12 000 посетителей. 

### Венский хор мальчиков

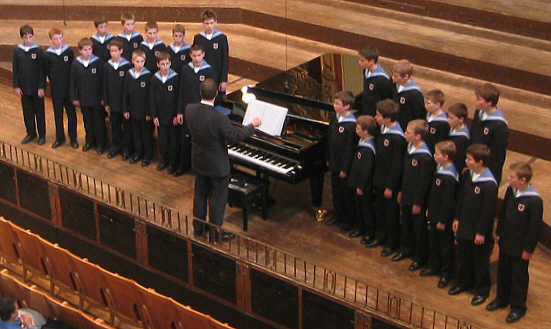
Венский хор мальчиков во время выступления

Венский хор мальчиков является одним из самых известных хоров мальчиков в мире. Известный своим чрезвычайно высоким вокальным стандартом, хор сотрудничал с крупнейшими музыкантами, включая Вольфганга Амадея Моцарта, Антонио Кальдару, Антонио Сальери и Антона Брукнера.
Хор был утверждён в письме Максимилиана I Габсбурга, 7 июля 1498. Дворец Аугартен служит пространством для репетиций и школой-интернатом для мальчиков из хора.

## Народная музыка

### Шраммельмузик
Наиболее популярной формой современной австрийской народной музыки является венский Schrammelmusik, который играется на аккордеоне и гитаре с двумя грифами. Современные исполнители включают Роланда Нойвирта, Карла Ходина и Эди Райзера.

### Йодль
Йодль — один из видов горлового пения, возникший в Альпах. В Австрии его называли juchazn. Характерные черты — нелексические слоги и крики, которые использовались для связи через горы.

### Австрийские народные танцы
Австрийские народные танцы часто ассоциируются с шуплатлером, лендлером, полькой или вальсом. Однако существуют и другие танцы, такие как Zwiefacher, Kontratänze и Sprachinseltänze.

### Лендлер
Лендлер является народным танцем неясного происхождения. Известный под разными именами в течение длительного периода, стал известен как Landl ob der Enns, который был в конечном итоге сокращен до ländler. Танец стал популярным около 1720 года. Он требует тесного контакта между представителями противоположного пола, и, таким образом, был осужден как похотливый некоторыми церковными властями. Лендлеры были привезены сначала в Вену, а затем в Украину. В конечном итоге лендлер превратился в то, что известно как вальс.

## Austropop

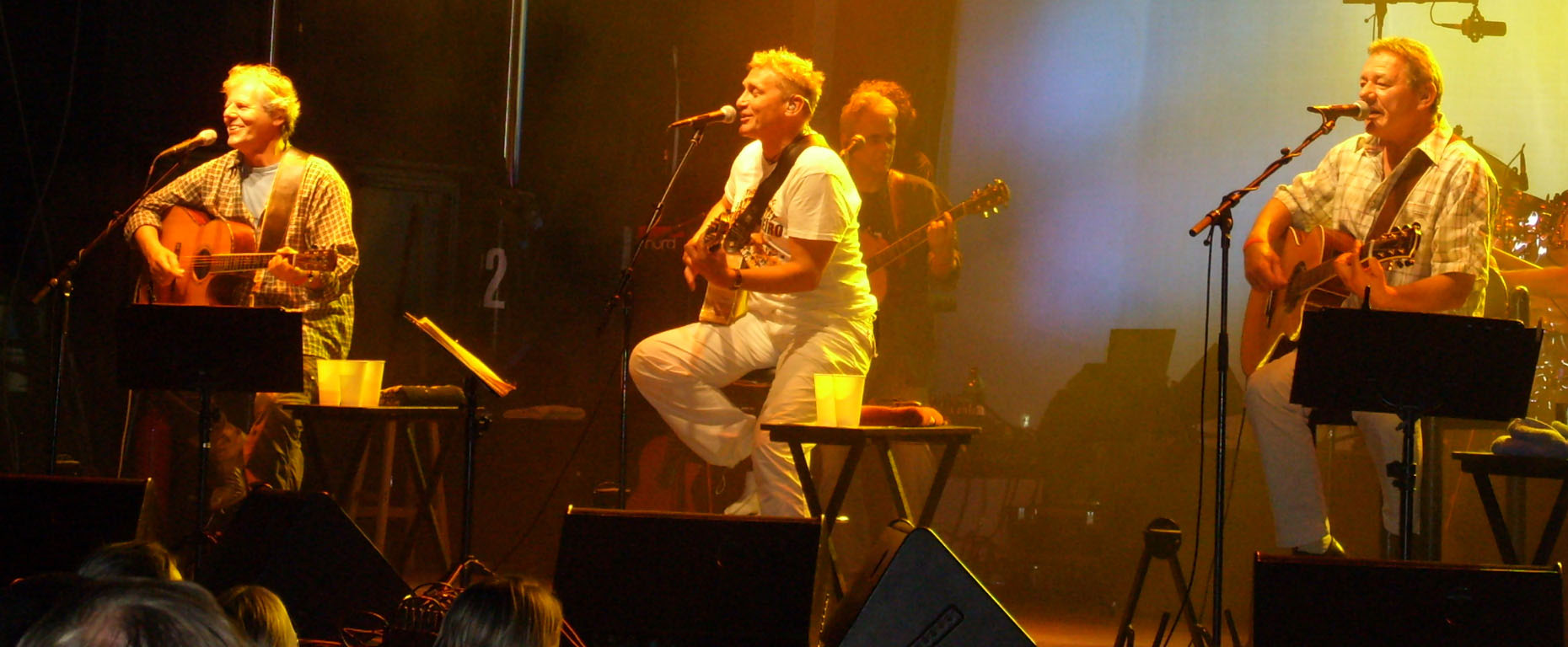
Austria3 — слева направо: Georg Danzer, Rainhard Fendrich, Wolfgang Ambros

DJ Ötzi получил премию Amadeus Austrian Music Award в 2001 и 2002 как наиболее успешные на международном уровне австрийские артисты. Битбоксинг-группа Bauchklang получила Amadeus в 2002 году в категории  group pop/rock national. Falco, Райнхард Фендрих, Андре Хеллер, Георг Данцер и Кристина Штюрмер получили награды Amadeus в категории artist pop/rock national.
Austria3 была конгломератом из трех австрийских довольно индивидуалистичных авторов-исполнителей Вольфганга Амброса, Георга Данцера и Райнхарда Фендриха, на сцене с 1997 по 2006 год.

### Альпийская Новая волна
Этот жанр панк-рока, чье название может быть сокращено до alpunk, возник в альпийских регионах Германии, Швейцарии и Австрии. В Alpunk присутствуют хаотичные, энергичные ритмы панк-музыки с аккордеонной основой народной музыки, которой славится регион.

## Другая известная музыка
- Joe Zawinul
- Weather Report